# Håndboldligaen 2011/12
Die Håndboldligaen 2011/12 (offiziell: Jack & Jones Ligaen) war die 76. Spielzeit der Håndboldligaen, der höchsten Liga im dänischen Herrenhandball. Die dänische Meisterschaft gewann AG København.
Nach Saisonabschluss meldete der Meisterverein Insolvenz an.

## Reguläre Saison
|     | Verein                    | Sp | G  | U  | V  | Tore    | Diff. | Punkte |
| --- | ------------------------- | -- | -- | -- | -- | ------- | ----- | ------ |
| 01. | AG København (M)          | 26 | 23 | 01 | 02 | 768:627 | +141  | 47:05  |
| 02. | KIF Kolding               | 26 | 17 | 02 | 07 | 735:706 | +029  | 36:16  |
| 03. | Bjerringbro-Silkeborg     | 26 | 16 | 02 | 08 | 733:661 | +072  | 34:18  |
| 04. | Team Tvis Holstebro       | 26 | 13 | 05 | 08 | 755:689 | +066  | 31:21  |
| 05. | Skjern Håndbold           | 26 | 14 | 03 | 09 | 706:703 | +03   | 31:21  |
| 06. | Aalborg Håndbold          | 26 | 14 | 02 | 10 | 769:713 | +056  | 30:22  |
| 07. | Viborg HK                 | 26 | 10 | 04 | 12 | 649:684 | −035  | 24:28  |
| 08. | Århus Håndbold            | 26 | 10 | 03 | 13 | 716:713 | +03   | 23:29  |
| 09. | Mors-Thy Håndbold         | 26 | 09 | 03 | 14 | 691:743 | −052  | 21:31  |
| 10. | Nordsjælland Håndbold     | 26 | 09 | 03 | 14 | 641:689 | −048  | 21:31  |
| 11. | Skanderborg Håndbold (N)  | 26 | 09 | 01 | 16 | 641:689 | −048  | 19:33  |
| 12. | Sønderjysk Elitesport (N) | 26 | 07 | 03 | 16 | 698:736 | −038  | 17:35  |
| 13. | Skive fH (N)              | 26 | 07 | 02 | 17 | 634:687 | −053  | 16:36  |
| 14. | Lemvig Håndbold           | 26 | 07 | 0  | 19 | 668:764 | −096  | 14:38  |

| Legende |                                      |
|         | Teilnahme an der Meisterschaftsrunde |
|         | Teilnahme an der Abstiegsrunde       |
|         | Direkter Abstieg                     |
| (M)     | Vorjahresmeister                     |
| (N)     | Aufsteiger aus der 1. Division       |

## Meisterschaftsrunde
Die Mannschaften auf den ersten acht Plätzen wurden in zwei Gruppen eingeteilt. Die Mannschaften auf Platz eins bis vier bekamen hierbei Zusatzpunkte zugesprochen (zwei Punkte für Platz eins und zwei, je einen für Platz drei und vier), die sie in die Runde mitnehmen dürfen. Die Sieger beider Gruppen treffen in bis zu drei Finalspielen aufeinander; die Mannschaft, die zwei dieser Spiele gewonnen hat, ist dänischer Handballmeister. Parallel dazu spielten die beiden Zweitplatzierten der Gruppen den dritten Platz der Meisterschaft aus.

### Gruppe A
|    | Verein              | Sp | G | U | V | Tore    | Diff. | Punkte |
| -- | ------------------- | -- | - | - | - | ------- | ----- | ------ |
| 1. | AG Kopenhagen       | 6  | 5 | 1 | 0 | 182:163 | +19   | 13:01  |
| 2. | Team Tvis Holstebro | 6  | 3 | 1 | 2 | 165:159 | +06   | 08:06  |
| 3. | Århus GF            | 6  | 2 | 0 | 4 | 162:166 | −04   | 04:10  |
| 4. | Skjern Håndbold     | 6  | 0 | 2 | 4 | 152:173 | −21   | 02:12  |

### Gruppe B
|    | Verein                | Sp | G | U | V | Tore    | Diff. | Punkte |
| -- | --------------------- | -- | - | - | - | ------- | ----- | ------ |
| 1. | Bjerringbro-Silkeborg | 6  | 4 | 0 | 2 | 148:148 | ±0    | 9:05   |
| 2. | KIF Kolding           | 6  | 3 | 0 | 3 | 166:149 | +17   | 8:06   |
| 3. | Aalborg Håndbold      | 6  | 4 | 0 | 2 | 171:150 | +21   | 8:06   |
| 4. | Viborg HK             | 6  | 1 | 0 | 5 | 127:165 | −38   | 2:12   |

| Legende |                                                     |
|         | Teilnahme am Endspiel um die dänische Meisterschaft |
|         | Teilnahme am Spiel um den dritten Platz             |

### Spiele um den dritten Platz
| Heimmannschaft      | Gastmannschaft      | Ergebnis |
| ------------------- | ------------------- | -------- |
| Team Tvis Holstebro | KIF Kolding         | 21:21    |
| KIF Kolding         | Team Tvis Holstebro | 21:23    |

### Endspiele
| Heimmannschaft        | Gastmannschaft        | Ergebnis |
| --------------------- | --------------------- | -------- |
| Bjerringbro-Silkeborg | AG Kopenhagen         | 19:30    |
| AG Kopenhagen         | Bjerringbro-Silkeborg | 22:21    |

## Abstiegsrunde
Gemeinsam mit den Mannschaften auf Platz zwei, drei und vier der 1. Division spielten die fünf Mannschaften auf Platz neun bis dreizehn um freie Plätze in der ersten Liga 2011/12. Dabei wurden die Mannschaften nach Vorrundenabschluss auf zwei Gruppen mit je 4 Mannschaften aufgeteilt. Die beiden ersten dieser Runde qualifizierten sich für die Håndboldligaen 2011/12, während die beiden Dritten gegeneinander den letzten freien Platz in der Liga ausspielten. Die besser platzierten Mannschaften der Hauptrunde erhielten auch hier bis zu zwei Bonuspunkte.

### Gruppe A
|    | Verein               | Sp | G | U | V | Tore    | Diff. | Punkte |
| -- | -------------------- | -- | - | - | - | ------- | ----- | ------ |
| 1. | Mors Thy Håndbold    | 6  | 4 | 0 | 2 | 169:157 | +12   | 10:04  |
| 2. | Skanderborg Håndbold | 6  | 3 | 0 | 3 | 154:147 | +07   | 07:07  |
| 3. | TMS Ringsted         | 6  | 3 | 0 | 3 | 147:162 | −15   | 07:07  |
| 4. | GOG Svendborg TGI    | 6  | 2 | 0 | 4 | 160:164 | −04   | 04:10  |

### Gruppe B
|    | Verein                | Sp | G | U | V | Tore    | Diff. | Punkte |
| -- | --------------------- | -- | - | - | - | ------- | ----- | ------ |
| 1. | Sønderjysk Elitesport | 6  | 5 | 0 | 1 | 188:163 | +25   | 11:03  |
| 2. | Nordsjælland Håndbold | 6  | 3 | 0 | 3 | 163:159 | +04   | 08:06  |
| 3. | Skive fH              | 6  | 3 | 0 | 3 | 154:164 | −10   | 06:08  |
| 4. | Odder Håndbold        | 6  | 1 | 0 | 5 | 178:197 | −19   | 02:12  |

| Legende |                                                  |
|         | Qualifiziert für die Håndboldligaen 2011/12      |
|         | Teilnahme an der Relegation der Drittplatzierten |
|         | Qualifiziert für die Division 1 2011/12          |

### Relegation der Drittplatzierten
| Heimmannschaft | Gastmannschaft | Ergebnis |
| -------------- | -------------- | -------- |
| Skive fH       | TMS Ringsted   | 32:25    |
| TMS Ringsted   | Skive fH       | 28:27    |
| Skive fH       | TMS Ringsted   | 25:28    |

TMS Ringsted stieg damit auf. Durch die Insolvenz von AG København im Sommer 2012, wurde Skive fH der frei werdende Platz in der Håndboldligaen angeboten. Skive fH nahm dieses Angebot an und blieb erstklassig.